# Brímir

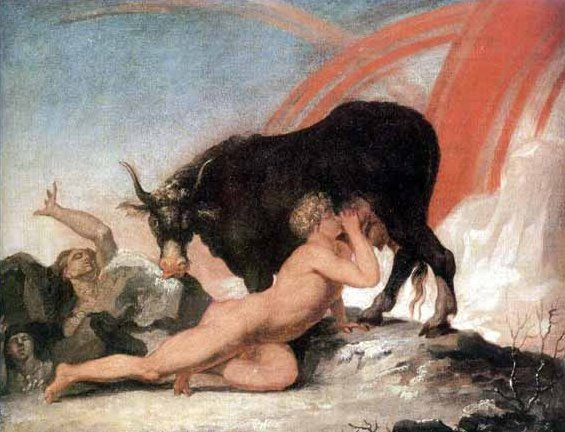
Audhumla nourrissant Ymir et créant Búri, peinture de Nicolai Abraham Abildgaard (1790)

Dans la mythologie nordique, Brimir ou Brímir est un autre nom pour le géant Ymir, ainsi qu'une halle (ou le nom du propriétaire d'une halle) pour les âmes des hommes bons après la fin du monde prophétique du Ragnarök.

## Un nom d'Ymir
Dans la strophe 9 de la Völuspá, aussi citée au chapitre 14 de la Gylfaginning de l'Edda de Snorri, Brímir ainsi que Bláinn sont cités comme des noms d'Ymir :
| 9. Þá gengo regin öll á röcstóla, ginnheilog goð, oc um þat gættuz, hverr scyldi dverga dróttin scepia ór Brimis blóði oc ór Bláins leggiom. | 9. Alors tous les dieux montèrent Sur les sièges du jugement, Divinités suprêmes Et se consultèrent Pour savoir quel peuple Le nains devaient créer Du sang de Brímir Et des os de Bláinn. |  |

## Halle ou géant
Au chapitre 52 de la Gylfaginning de l'Edda de Snorri, Brimir est une demeure qui existera après la fin du monde prophétique du Ragnarök pour accueillir les âmes des hommes bons. Elle est décrite comme suit :
« [...] il y aura abondance d'agréables boissons dans la halle qui s'appelle Brimir et qui se trouve à Okolnir. »
Dans une autre version du texte, la halle est appelée Brimlé et non pas Brimir.
Toutefois, selon la Völuspá, il s'agit d'une salle qui appartient à un géant appelé Brímir :
| 37. Stóð fyr norðan,µ á Niðavöllom salr úr gulli Sindra ættar; Enn annar stóð Á Ókólni biórsalr iötuns, enn sá Brimir heitir. | 37. Se dressait au nord A Nidavellir La salle d'or Des enfants de Sindri ; Un autre se dressait A Ókólnir La salle à bière du géant Qui s'appelle Brímir. |  |